# Wiktor Bakum
Wiktor Wołodymyrowycz Bakum, ukr. Віктор Володимирович Бакум (ur. 19 kwietnia 1959) – ukraiński piłkarz i futsalista, grający na pozycji napastnika.

## Kariera piłkarska
W 1977 rozpoczął karierę piłkarską w drużynie rezerw Krywbasu Krzywy Róg. Jesienią 1977 został powołany do służby wojskowej, podczas której grał w SKA Kijów. Po zwolnieniu z wojska występował w klubach Krystał Chersoń, Podilla Chmielnicki, Kołos Osokoriwka i Meliorator Kachowka. W 1992 wyjechał do Czechosłowacji, gdzie bronił barw klubu Lokomotíva-Bane Spišská Nová Ves.
W 1992 zmienił dyscyplinę na futsal. W sezonie 1993/94 został królem strzelców pierwszych oficjalnych mistrzostw Ukrainy w składzie klubu Awanhard Żółte Wody. Również grał na dużych boiskach w zespołach amatorskich Słąwuta Nowoworoncowk (1993) i Krywbas-Ruda Krzywy Róg (1994/95). Latem 1995 został zaproszony do Łokomotywu Odessa, z którym zdobył mistrzostwo. W następnym sezonie przeniósł się do Mechanizatora Dniepropetrowsk. W latach 1997–1999 występował w klubie KrAZ Krzemieńczuk, w którym zakończył karierę piłkarską.

## Sukcesy i odznaczenia

### Sukcesy piłkarskie
MFK Łokomotyw Odessa
- mistrz Ukrainy: 1995/96

### Sukcesy indywidualne
- król strzelców mistrzostw Ukrainy: 1993/94 (55 goli)
- wielokrotnie wybierany na listę 15 oraz 18 najlepszych futsalistów Ukrainy

### Odznaczenia
- tytuł Mistrza Sportu Ukrainy